# Gnophos tephrosiaria
Gnophos tephrosiaria är en fjärilsart som beskrevs av Moore 1887. Gnophos tephrosiaria ingår i släktet Gnophos och familjen mätare. Inga underarter finns listade i Catalogue of Life.